# Awdiejewskaja
Awdiejewskaja (ros. Авде́евская) – wieś w Rosji, w rejonie czerepowieckim obwodu wołogodzkiego. W 2002 liczyła 14 mieszkańców, z kolei w 2010 populacja miejscowości wynosiła 6 osób.